# 대구봉덕초등학교
대구봉덕초등학교는 대한민국 대구광역시 남구 봉덕동에 있는 공립 초등학교이다.

## 역사
- 1965년 10월 8일 대구봉덕국민학교 개교(8학급 편성)
- 1983년 3월 1일 대구효명초등학교로 15학급 분리
- 1996년 3월 1일 대구봉덕초등학교로 개칭
- 1998년 3월 1일 병설유치원(1학급) 개원
- 2008년 3월 1일 대구봉덕초등학교 재건축 완료로 2동 120실 완공
- 2010-06-14 미8군 연계 원어민 Co-teaching 프로젝트 협약 체결
- 2010-09-29 중국 해릉 소학과의 자매학교 협약 체결
- 2011-02-16 학교 투시형 담장 환경개선 사업 완료
- 2012-02-16 제43회 177명 졸업(졸업생 총수 20,218명)
- 2012-03-01 34학급(특수학급 2포함), 유치원 2학급 편성
- 2012-03-01 제21대 김홍회 교장 부임
- 2013년 2월 15일 제44회 173명 졸업(졸업생 총수 20,395명)
- 2013년 3월 1일 37학급(특수학급 2포함), 유치원 2학급 편성
- 2014년 2월 14일 제45회 136명 졸업(졸업생 총수 20,531명)
- 2014년 3월 1일 제22대 김근배 교장 부임
- 2014년 3월 1일 37학급(특수학급 2포함), 유치원 2학급 편성
- 2015년 2월 13일 제46회 139명 졸업(졸업생 총수 20,666명)
- 2015년 3월 1일 36학급(특수학급 2포함), 유치원 2학급 편성
- 2016년 2월 4일 제47회 133명 졸업(졸업생 총수 20,803명)
- 2017년 2월 15일 제48회 졸업식(졸업생 136명, 총 졸업생수 20,935명)
- 2017년 3월 1일 31학급(특수2학급 포함) 편성
- 2017년 9월 1일 제23대 권미숙 교장 부임
- 2018년 2월 9일 제49회 졸업식(졸업생 134명, 총 졸업생수 21,069명)
- 2018년 3월 1일 29학급(특수2학급 포함) 편성

## 참고 자료
- 대구봉덕초등학교 - 한국교육학술정보원 학교알리미